# Москальво (порт)
Москальво — российский морской порт на острове Сахалин, расположен на побережье Охотского моря (северная часть залива Байкал).
Оборудование: 2 портальных крана, 4 доковых крана, вилочный погрузчик, 8 грузовиков, 3 портальных крана. Площадь складов/ёмкость резервуаров-откр. — 6,4 тыс. м², крыт. — 3 тыс. м²/откр. — 21 тыс. м², крыт. — 1 тыс. м². Специализация: генеральные грузы, металлолом, гравий, контейнеры, крупногабаритные грузы, лесные грузы, бункеровка, пассажирский. Морской порт Москальво — мощный инженерный комплекс, принимает до 100 судов различного назначения за один навигационный период. С 12 июня по 31 октября — пик работы.

## Состояние и развитие порта
В 2006 году на этом месте был разрушенный землетрясением причал. Сооружения находились в нерабочем состоянии. В 2006 году морской порт Москальво стал подразделением «Сахалиншельфсервис». Проведена была реконструкция портовых сооружений. Проложены коммуникации и подъездные пути, обустроена база обслуживания сахалинских нефтегазовых проектов. В результате, появилось ещё одно преуспевающее предприятие на севере области. Сегодня оно растет, динамично развивается.
Морское сообщение с материком — важный экономический фактор. Порт возродил жизнь села Москальво.
Трудовой коллектив состоит из 50 специалистов, 25 из которых — жители села Москальво. Морской порт Москальво занимается обслуживанием судов, приемом, обработкой и хранением грузов. Участвует в программе по утилизации буровых растворов.

## Грузооборот
| Грузооборот тыс. т | Грузооборот тыс. т | Грузооборот тыс. т | Грузооборот тыс. т | Грузооборот тыс. т | Грузооборот тыс. т | Грузооборот тыс. т | Грузооборот тыс. т | Грузооборот тыс. т |
| 2003               | 2004               | 2005               | 2006               | 2007               | 2008               | 2009               | 2010               | 2011               |
| ------------------ | ------------------ | ------------------ | ------------------ | ------------------ | ------------------ | ------------------ | ------------------ | ------------------ |
| 4,3                | ▲69,5              | ▲79,8              | ▼54,5              | ▼0,0               | ▲37,1              | ▼28,6              | ▲29,1              | ▲32,8              |